# Échangeur de Bruges
L'échangeur de Bruges est un échangeur de Belgique entre l'A10 (E40) et l'A17 (E403).
Il est situé sur les communes d'Oostkamp et Zedelgem.